# Mazingo Tabaloho
Mazingo Tabaloho is een bestuurslaag in het regentschap Gunungsitoli van de provincie Noord-Sumatra, Indonesië. Mazingo Tabaloho telt 581 inwoners (volkstelling 2010).